# Megalactis griffithsi
Megalactis griffithsi is een zeeanemonensoort uit de familie Actinodendronidae.
Megalactis griffithsi is voor het eerst wetenschappelijk beschreven door Saville-Kent in 1893.